# Gennadij Timoščenko
Gennadij Timoscenko (rus: Геннадий Анатольевич Тимощенко; eslovac: Gennadij Timoščenko; nascut el 27 d'abril de 1949), és un jugador d'escacs rus (que va jugar sota bandera soviètica) i eslovac (des de 1980), que obtingué el títol de Gran Mestre Internacional el 1980.

## Resultats destacats en competició
Al tombant dels anys 70 i 80, Gennadij Timoscenko era un dels principals jugadors d'escacs soviètics. Va aparèixer dues vegades a la final del campionat d'escacs de l'URSS.
- el 1978, a Tbilisi hi va compartir el 10è-12è lloc amb Boris Gulko i Vladimir Bagirov;[1]
- el 1981, a Frunze es va classificar en 17è lloc.[2]

També Gennadij Timoscenko va guanyar dues medalles de plata als campionats d'escacs de Rússia: el 1972 i el 1976. El 1979, a Taixkent va guanyar el campionat d'escacs de l'exèrcit soviètic.
De 1982 a 1986 Gennadij Timoscenko va ser un dels entrenadors de Garri Kaspàrov. L'any 1993 es va instal·lar a Eslovàquia, i a partir de l'any següent Timoscenko representa aquest país als tornejos internacionals d'escacs.
Timoscenko ha aconseguit molts èxits en tornejos internacionals d'escacs, guanyant o compartint primers llocs entre d'altres a Rimavská Sobota (1974), Polanica-Zdrój (1976, Memorial Rubinstein), Varna (1977), Słupsk (1979), Hèlsinki (1986, juntament amb Jón Loftur Árnason), Londres (1992, juntament amb Jon Speelman), Šaľa (1994), Starý Smokovec (1996), Bozen (1998), Seefeld (1998, 1999), Pàdua (1998, 2000 amb Erald Dervishi), Cutro (2000), Graz (2003) i a Opatija (2003). El 2010 i el 2011 va guanyar dues vegades consecutives medalles de bronze al Campionat d'Europa sènior d'escacs en el grup d'edat de més de 60 anys). L'any 2011, a Opatija també va guanyar la medalla de bronze al Campionat del món sènior d'escacs en la mateixa categoria d'edat.

### Participació en competicions per equips
Timoscenko ha jugat, reprsentant Eslovàquia, a les Olimpíades d'escacs:
- El 1996, al segon tauler a la 32a Olimpíada d'Escacs a Erevan (+3, =5, -4),
- L'any 2000, al tercer tauler a la 34a Olimpíada d'escacs a Istanbul (+5, =6, -1),
- El 2002, al tercer tauler suplent a la 35a Olimpíada d'escacs a Bled (+4, =6, -1),
- L'any 2004, al tauler suplent a la 36a Olimpíada d'Escacs de Calvià (+3, =6, -1),
- El 2006, al tercer tauler a la 37a Olimpíada d'escacs a Torí (+3, =4, -2).

Timoscenko també ha representat Eslovàquia al Campionat d'Europa per equips d'escacs:
- El 1997, al tercer tauler de l'11è Campionat d'Europa d'escacs per equips a Pula (+3, =6, -0) i va guanyar la medalla de bronze individual,
- L'any 2001, al tercer tauler del 13è Campionat d'Europa d'escacs per equips a Lleó (+2, =2, -3).